# Encyclopedia of Popular Music
L'Encyclopedia of Popular Music (qui peut se traduire par Encyclopédie de la musique populaire) est une encyclopédie éditée par Colin Larkin. Démarrée en 1989, sa première édition est publiée en 1992,.

## Histoire
Colin Larkin commence à écrire des articles sur la musique en 1967 puis pour le fanzine Dark Star dans les années 1970. C'est à partir de 1989 qu'il commence à rassembler tout ce qu'il a pu écrire. En 1990, il crée Square One Books dans le but de publier des livres sur la musique. Colin Larkin imagine un équivalent du Grove Dictionary of Music and Musicians, une encyclopédie en plusieurs volumes connue pour être une référence en ce qui concerne la musique populaire. Il crée une base de données fin janvier 1990 qui compte alors 80 contributeurs.
La première édition de l'Encyclopedia of Popular Music sort en 1992 et comporte quatre volumes. En 1995 paraît la deuxième édition de l'encyclopédie, qui compte désormais six volumes et 4 991 pages. Colin Larkin vend Square One Books à la maison d'édition Muze en 1997 et édite une autre encycloplédie, The Billboard Encyclopedia of Rock, publiée en 1998. La 3e édition de l'encyclopédie, sortie en 1999, compte huit volumes et plus de 18 500 articles, soit presque le double de l'édition précédente. 350 nouveaux artistes, dont Coldplay, Atomic Kitten, Badly Drawn Boy et Macy Gray, sont ajoutés dans la 4e édition de l'encyclopédie, qui comprend dix volumes et 27 000 entrées. Une version abrégée d'une longueur de 1 400 pages est publiée en 2002.

## Accueil critique
La 1re édition est très bien accueillie par le journal britannique The Times, qui la décrit comme « un travail d'exhaustivité qui en est presque effrayant ». Le Guardian considère The Encyclopedia of Popular Music comme le « livre de référence essentiel sur tous les aspects de la musique populaire du 20e siècle, y compris le rock, la dance, le rap et le R&B, mais aussi le blues, la soul, la country et le folk. » Pour David Daley du CMJ New Music Monthly, l'ouvrage est « incontestablement le guide le plus fiable jamais publié sur la musique du 20e siècle ». Dans son livre The Facts on File Guide to Research, l'auteur Jeff Lenburg voit l'encyclopédie comme « le livre le plus fiable jamais conçu sur des artistes de rock, pop et jazz ». Alan Howe du Herald Sun trouve que c'est un « livre formidablement détaillé ». Nicolas Houle, un journaliste pour Voir, le décrit comme « un outil de référence indispensable tant pour les amateurs que pour les spécialistes de la musique populaire ».
Bernard Zuel écrit dans le Sydney Morning Herald : « La raison pour laquelle n'importe quel être humain normal voudrait cet énorme pavé sur son étagère me dépasse, mais pour les journalistes musicaux et autres nerds, c'est une ressource imparfaite mais précieuse. Et cela ne vous oblige pas à vous farcir des confessions mal écrites et de la psychologie pop. Ce qui est sympa. » Dans un article du journal The Independent, l'éditrice Liz Thomson note des incohérences à corriger, une écriture parfois « bâclée » et des détails qui n'ont pas à figurer dans une encyclopédie. Elle remarque que « le travail de Colin Larkin est un pas important dans la bonne direction, mais une telle entreprise doit être au moins aussi critique que complète. »